# Michael Diamond
Michael Diamond (n. 20 mai 1972, Goulburn⁠(d), Noul Wales de Sud, Australia) este un trăgător de tir ce a reprezentat Australia, medaliat olimpic. A participat la 5 ediții ale Jocurilor Olimpice (1996, 2000, 2004, 2008, 2012) în care a câștigat două medalii de aur.